# Lateralna periodontalna cista
Lateralna periodontalna cista je ninflamatorna razvojne odontogena cista koje nastaju uzduž korena zuba, a razvijaju se iz epitelnih ostataka Hertwigovog omotača ili iz epitelne postfunkcionalne zubne lamine, koja je ostatak odontogeneze. 

## Opšte informacije
Lateralne periodontalne ciste ne treba mešati sa lateralnim radikularnim cistama zapaljnjske etiologije. Takvo je stanje koje je često necistično, može se sastojati od nekoliko manjih cista — pa se naziva botrioidnim cistama jer su slične zrncima grozda i rastu uz koren zuba. Postaji mišljenje da su lateralne periodontalne ciste po svom poreklu kopije gingivalnih cisti odraslih.
Obično asimptomatsko, predstavlja se kao redovno dobro kortikovana radiolucentnost sa strane mandibularnog očnjaka ili premolarnog korena. Histološki se čini da je cista slična gingivalnoj cisti odrasle osobe, da ima necemantizirani skvamozni epitel. Uključeni zub je obično od vitalne važnosti i nema indikacija za lečenje korenskog kanala ukoliko nisu potvrđeni znakovi ne vitalnog ili nekrotičnog pulpnog tkiva. 

## Klinička slika
Lateralne periodontalne ciste su veličine nekoliko milimetara, ili manjeg od 1 cm. Obično su asimptomatske i ne postoji nikakva polna predispozicija. Njihova pojava jednaka je u celom životnom razdoblju. 
Postoji mogućnost da se cista sekundarno inficira i poprimi oblik lateralnog periodontnog apscesa. Prema podacima iz literature 50-75% svih lateralnih periodontalnih cista razvija se u donjoj vilici (mandibuli) i u području između lateralnog inciziva i sekundarnog premolara. 

## Terapija
Njihovo lečenje je hirurško i pretežno je jednostavno. Sastoji se od odvajanja cistične čahure i njene enukleacije. Nakon operativnog zahvata ove ciste ne recidiviraju.

## Literatura
- Altini, M.; Shear, M. (јул 1992). „The lateral periodontal cyst: an update”. J Oral Pathol Med. 21 (6): 245—50. PMID 1501155. doi:10.1111/j.1600-0714.1992.tb01004.x.
- Wood K, Goaz P. 5th ed. St. Louis: Mosby; 1997. Differential Diagnosis of Oral and Maxillofacial Lesions; pp. 305–6.
- Shafer's Textbook of oral pathology

|  | Molimo Vas, obratite pažnju na važno upozorenje u vezi sa temama iz oblasti medicine (zdravlja). |